# Team Garmin-Sharp-Barracuda/2012
Deze pagina geeft een overzicht van de Team Garmin-Sharp-Barracuda wielerploeg in 2012. Het team is dit seizoen een van de 18 UCI World Tour teams die het recht hebben, maar ook de plicht, deel te nemen aan alle wedstrijden van de UCI World Tour.

## Algemeen
Sponsors: Garmin, Sharp en Barracuda Networks
Algemeen manager: Jonathan Vaughters, James Barlow
Teammanager: Alan Peiper
Ploegleiders: Eric Van Lancker, Chann McRae, Bingen Fernandez, Geert Van Bondt, Charles Wegelius, Johnny Weltz
Fietsmerk: Cervélo
Materiaal: Shimano
Kleding: Castelli
Budget: niet bekend
Kopmannen: Tom Danielson, Tyler Farrar, Heinrich Haussler, Daniel Martin, Ryder Hesjedal, Christian Vande Velde, Sep Vanmarcke, Johan Vansummeren

## Renners
| Naam                  | Geboortedatum | Nationaliteit       | Ploeg 2011                |
| --------------------- | ------------- | ------------------- | ------------------------- |
| Jack Bauer            | 07-04-1985    | Nieuw-Zeeland       | Endura Racing             |
| Tom Danielson         | 13-03-1978    | Verenigde Staten    |                           |
| Thomas Dekker         | 06-09-1984    | Nederland           | Chipotle Development Team |
| Tyler Farrar          | 02-06-1984    | Verenigde Staten    |                           |
| Koldo Fernández       | 13-09-1981    | Spanje              | Euskaltel-Euskadi         |
| Murilo Fischer        | 16-06-1979    | Brazilië            |                           |
| Nathan Haas           | 12-03-1989    | Australië           | Genesys Wealth Advisors   |
| Heinrich Haussler     | 25-02-1984    | Australië           |                           |
| Ryder Hesjedal        | 09-12-1980    | Canada              |                           |
| Alex Howes            | 01-01-1988    | Verenigde Staten    | Chipotle Development Team |
| Robert Hunter         | 22-04-1977    | Zuid-Afrika         | Team RadioShack           |
| Andreas Klier         | 15-01-1976    | Duitsland           |                           |
| Michel Kreder         | 15-08-1987    | Nederland           |                           |
| Raymond Kreder        | 29-11-1989    | Nederland           | Chipotle Development Team |
| Martijn Maaskant      | 27-07-1983    | Nederland           |                           |
| Daniel Martin         | 20-08-1986    | Ierland             |                           |
| Christophe Le Mével   | 11-09-1980    | Frankrijk           |                           |
| David Millar          | 04-01-1977    | Verenigd Koninkrijk |                           |
| Ramunas Navardauskas  | 30-11-1988    | Litouwen            |                           |
| Thomas Peterson       | 24-12-1986    | Verenigde Staten    |                           |
| Alex Rasmussen        | 09-06-1984    | Denemarken          | Team HTC-High Road        |
| Jacob Rathe           | 13-03-1991    | Verenigde Staten    | Chipotle Development Team |
| Sébastien Rosseler    | 15-07-1981    | België              | Team RadioShack           |
| Peter Stetina         | 08-08-1987    | Verenigde Staten    |                           |
| Andrew Talansky       | 23-11-1988    | Verenigde Staten    |                           |
| Christian Vande Velde | 22-05-1976    | Verenigde Staten    |                           |
| Sep Vanmarcke         | 28-07-1988    | België              |                           |
| Johan Vansummeren     | 04-02-1981    | België              |                           |
| Fabian Wegmann        | 20-06-1980    | Duitsland           | Leopard-Trek              |
| David Zabriskie       | 12-01-1979    | Verenigde Staten    |                           |

## Belangrijke overwinningen
| Ronde van Qatar 2e etappe (ploegentijdrit):Tyler Farrar, Jack Bauer, Thomas Dekker, Murilo Fischer, Robert Hunter, Ramunas Navardauskas, Jacob Rathe, Johan Vansummeren Jongerenklassement: Ramunas Navardauskas Ronde van de Middellandse Zee 2e etappe: Michel Kreder 3e etappe: Michel Kreder Ronde van Langkawi 1e etappe (individuele tijdrit): David Zabriskie Omloop Het Nieuwsblad Winnaar: Sep Vanmarcke Nationale kampioenschappen Verenigde Staten - individuele tijdrit: David Zabriskie Zuid-Afrika - wegwedstrijd: Robert Hunter Duitsland - wegwedstrijd: Fabian Wegmann Litouwen - individuele tijdrit: Ramunas Navardauskas Ronde van Catalonië Ploegenklassement: Daniel Martin, Tom Danielson, Peter Stetina, Christian Vande Velde, Ryder Hesjedal, Alex Howes, Thomas Peterson, Sébastien Rosseler Ronde van de Sarthe 2e etappe: Michel Kreder 5e etappe: Thomas Dekker | Ronde van Romandië Jongerenklassement: Andrew Talansky Ronde van Italië 4e etappe (ploegentijdrit): Tyler Farrar, Sébastien Rosseler, Jack Bauer, Ramunas Navardauskas, Ryder Hesjedal, Robert Hunter, Alex Rasmussen, Peter Stetina, Christian Vande Velde Eindklassement: Ryder Hesjedal Ronde van Noorwegen 2e etappe: Raymond Kreder Ronde van Californië 5e etappe (individuele tijdrit): David Zabriskie Ronde van Frankrijk 12e etappe: David Millar Ronde van Utah 2e etappe (ploegentijdrit) Ronde van de Ain 4e etappe: Andrew Talansky Eindklassement: Andrew Talansky Ronde van Colorado 1e etappe: Tyler Farrar 3e etappe: Tom Danielson 5e etappe: Tyler Farrar Eindklassement: Christian Vande Velde Ronde van Peking Bergklassement: Daniel Martin |

Mannen: 2005 · 2006 · 2007 · 2008 · 2009 · 2010 · 2011 · 2012 · 2013 · 2014 · 2015 · 2016 · 2017 · 2018 · 2019 · 2020 · 2021 · 2022 · 2023 · 2024 · 2025
Vrouwen: 2024 · 2025
AG2R-La Mondiale · Astana · BMC Racing Team · Euskaltel-Euskadi · FDJ-Big Mat · Team Garmin-Sharp-Barracuda · Katjoesja · Lampre-ISD · Liquigas-Cannondale · Lotto-Belisol · Team Movistar · Omega Pharma-Quick Step · Orica-GreenEdge · Rabobank · RadioShack-Nissan-Trek · Saxo Bank-Tinkoff Bank · Sky ProCycling · Vacansoleil-DCM